# Michel Natalis
Michel Natalis né à Liège le 10 octobre 1610 et mort dans la même ville le 3 septembre 1668 est un graveur liégeois.

## Biographie
Michel Natalis est le fils de Jérôme Natalis ou Noël (Natalis signifie Noël en latin), graveur de coins à la monnaie de Liège, et de Marie de Stoumont.
Sa carrière comporte plusieurs étapes.
De 1633 à 1639, il séjourne à plusieurs reprises à Rome où il côtoie le peintre et graveur allemand Joachim von Sandrart. Il revient à Liège en 1639 pour se marier à Maire Faucaulmont avec qui il aura plusieurs enfants. Il travaille à Anvers de 1640 à 1642 puis à Paris en 1647.
En 1648, il est nommé graveur officiel du prince-évêque de Liège Maximilien-Henri de Bavière. C'est pendant cette période liégeoise qu'il grave en 1653 le buste de saint Lambert d'après le reliquaire de Hans von Reutlingen réalisé vers 1508. Lors d'un séjour à Francfort, il grave le portrait de l'empereur du Saint-Empire Léopold Ier, à l'occasion de son couronnement en 1658.
À partir de 1661, il se retrouve souvent à Paris où il côtoie deux autres graveurs liégeois de renom : Jean Varin et Jean Valdor le Jeune et obtient du roi de France Louis XIV l'année de son décès une pension et un logement au palais du Louvre, avec le titre de premier graveur. Il meurt dans sa ville natale de Liège le 3 septembre 1668.

## Œuvres
Une partie de ses œuvres est conservée dans la salle des archidiacres du trésor de la cathédrale de Liège. Le Musée Wittert, à Liège, conserve également de nombreuses estampes de l'artiste. 

## Hommage
La ville de Liège lui rend hommage en lui consacrant depuis 1863 le nom d'une rue du quartier du Longdoz : la rue Natalis.